# Lân Thủy
Lân Thủy (chữ Hán giản thể: 邻水县) là một huyện thuộc địa cấp thị Quảng An, tỉnh Tứ Xuyên, Cộng hòa Nhân dân Trung Hoa. Huyện này có diện tích 1919 ki-lô-mét vuông, dân số năm 2004 là 930.000 người. Mã số bưu chính là 638500. Mã vùng điện thoại là 0826. Huyện lỵ đóng tại trấn Đỉnh Bình. Về mặt hành chính, huyện này được chia thành 18 trấn, 27 hương.
- Trấn: Đỉnh Bình, Cam Tử, Long An, Quan Âm Kiều, Thành Bắc, Cửu Long, Cao Than, Đàn Đồng, Mưu Gia, Hợp Lưu, Thành Nam, Yêu Than, Di Thị, Phong Hòa, Bát Nhĩ, Thạch Thủy, Hưng Nhân, Vương Gia.
- Hương: Thái Hòa, Tân Trấn, Lãnh Gia, Trường An, Tử Trung, Hoa 蓥, Xuân Mộc, Cửu Phong, Tứ Hải, Cam Bá, Lương Bản, Tây Thiên, Phong 垭, Lê Gia, Lưỡng Hà, Quan Hà, Long Kiều, Phục Thịnh, Lương Sơn, Trường Than, Cổ Lộ, Kinh Bình, Liễu Đường, Thạch Chỉ, Hộ Lân, Tam Cổ, Đồng Thạch.